# Land- und Stadtgericht Werl
Das Land- und Stadtgericht Werl war von 1839 bis 1849 ein preußisches Land- und Stadtgericht mit Sitz in Werl.

## Geschichte
Das Land- und Stadtgericht Werl entstand zum 1. Januar 1839 aus dem aufgelösten Justizamt Werl. Im Sprengel lebten anfangs 11.649 Gerichtseingesessene. Am Gericht waren ein Direktor, zwei Assessoren und sechs nicht-richterliche Mitarbeiter beschäftigt.
Nach der Märzrevolution wurden in Preußen die Patrimonialgerichte abgeschafft und einheitlich Kreisgerichte geschaffen. Das Land- und Stadtgericht Werl wurde aufgelöst und stattdessen die Gerichtsdeputation Werl des Kreisgerichts Soest im Bezirk des Appellationsgerichts Hamm geschaffen.